# Remember Me (пісня з Коко)
«Remember Me» (укр. Згадай мене) — пісня з діснеївсько-піксарівського комп'ютерного анімаційного фільму Коко 2017 року. Безпосередньо у фільмі пісню в різних епізодах виконують Бенджамін Братт (голос Ернесто де ла Круза), Гаель Гарсія Берналь (голос Ектора), Ентоні Гонсалес (голос Міґеля) та Анна Офелія Мірґуя (голос Коко). Під час фінальних титрів пісня звучить у виконанні Міґеля та Наталі Лафоуркаде.

## Історія
Крістен Андерсон-Лопез і Роберт Лопез, які до цього працювали над мультфільмом Крижане серце, були запрошені у проект режисером Лі Анкричем. Складність пісні полягала в тому щоб текст можна було тлумачити по різному у різних ситуаціях. Команді довелось тривалий час вивчаті мексиканські пісні. 
Після прем'єри мультфільма пісня отримала велику популярність. У 2017 році Крістен і Роберт отримали «Оскар» в категорії Найкраща пісня до фільму. Пісня також була номінована на премію «Золотий глобус» за Найкращу пісню до фільму та «Греммі».
Гаель Гарсія Берналь, який озвучував Ектора в англомовній та іспаномовній версіях мультфільму записав пісню на латиноамериканському діалекті іспанської. Оскільки події мультфільму розгортаються в Мексиці, версії на європейській іспанській та каталонській мові було вирішено не випускати.
В україномовній версії пісню «Згадай мене» виконали Михайло Кришталь, Валерій Величко, Ярослав Рогальський та Ірина Дорошенко.